# Pillio da Medicina
Pillio da Medicina (Medicina, XII secolo – XIII secolo) è stato un insegnante e giurista italiano.

## Biografia
Della sua vita prima di insegnare sappiamo poco: le prime informazioni date dalle proprie note autobiografiche presenti nella Summa in Tres Libri ci dice che trascorse tre anni come insegnante a Bologna. Qui finì l'opera del Libellus disputatorius dove descrive per l'appunto il suo metodo brocardico nel 1175 si trasferì a Modenap, a motivo dei debiti e del clima universitario bolognese troppo rigido. A Modena insegnò il suo metodo in quanto lo preferiva allo studio passivo e metodico delle semplici glosse o summae. A Modena, Pillio da Medicina scrive anche la Summa Cum essem Mutine (trad.: quando ero a Modena), raccolta di quaestiones sui libelli e sulla fase preparatoria della lite e continuò l'opera di glossatore per i Tres Libri (gli ultimi tre libri del Corpus Iuris Civilis, che trattano di tributi, coloni e altri particolari istituti amministrativi) iniziata dal Piacentino. Inserì a Modena come materia di studio anche l'opera dei Libri feudorum e ispirato da questa elaborò anche l'istituto dominio diviso utilizzato nel feudo lombardo:il dominium diretto e il dominium utile. Con buona probabilità insegnò per il resto della sua vita a Modena e morì all'inizio del XIII secolo a Modena o a Bologna.

## Ilmetodo brocardico
Un utilizzo particolare del brocardo (massima giuridica) si riscontra nell'insegnamento di Pillio maestro della scuola di Modena che elaborò nell'opera del Libellus disputatorius, in opposizione al periodo dei grandi glossatori (XII-XIII secolo) il metodo brocardico. Per far apprendere i suoi allievi, i meccanismi e gli strumenti giuridici utilizzava i brocardi prendendo massime dalla compilazione Giustinianea e a questi adduceva degli argomenta o generalia (presi sia dal diritto romano, dal diritto longobardo-franco, nonché dal visigoto), cioè argomentazioni a favore e contro il principio espresso nell'opera giustinianea, da qui avveniva un dibattito su due fronti da una parte pro e dall'altra contro, infine metteva la solutio (soluzione) della controversia.

## Ildominio diviso
Pillio sulla base dei suoi studi dei Libri feudorum definisce il feudo lombardo un dominio diviso dove divideva la proprietà del feudo in due sottospecie molto spesso spettanti a persone differenti:
- Il dominium diretto definisce il diritto del soggetto che aveva la titolarità astratta del bene (il proprietario)
- Il dominium utile definisce il diritto del soggetto (vassallo o buccellare nella maggior parte dei casi) che aveva il bene semplicemente in godimento ma di cui non era il proprietario.

Da sottolineare che secondo questa teoria non è detto che il dominium diretto e il dominium utile siano di soggetti differenti poiché il proprietario potrebbe benissimo godere della cosa e di conseguenza detenere sia il dominium diretto che quello utile.

## Opere
- Libellus disputatorius: espone il suo metodo brocardico
- Summa dei Tres Libri: continuata da quella del Piacentino ma non portata a termine fu comunque utilizzata dagli editori delle summae azzoniane del Corpus Iuris Civilis come silloge[8]
- Summa Cum essem Mutine

### Manoscritti
- Quaestiones Sabatinae, XIII secolo, Città del Vaticano, Biblioteca Apostolica Vaticana, Fondo Vaticano latino, Vat. lat. 7778,  ff. 17r-32v, 35v-52v.
  -  Quaestiones Sabbatinae, XIV secolo, Città del Vaticano, Biblioteca Apostolica Vaticana, Fondo Borghese, Borgh. 135,  ff. 31r-77r.
- Quaestiones Sabbatinae, recensio III, XIII secolo, Erlangen, Universitätsbibliothek Erlangen-Nürnberg, Handschriften, 345 (antea 160),  f. 80r-v.
  -  Quaestiones Sabbatinae, recensio III, XIV secolo, Stuttgart, Württembergische Landesbibliothek Stuttgart, Öffentliche Bibliothek, Cod. Jur. fol. 118,  ff. 1r-23rb.
- Apparatus ad Libros feudorum, XIII secolo, Tours, Bibliothèque municipale, Fonds manuscrits, Ms. 565,  ff. 43-56v.
- Summa Trium librorum, XIII-XIV secolo, Bamberg, Staatsbibliothek, Handschriften, Msc. Can. 18 (antea P.III.1),  ff. 60-64.